# Vadászkutyázás
A vadászkutyázás a kutyák erre a célra tenyésztett, és betanított egyedeinek használata a vadászat során. A vadászkutyák használata minden téren megkönnyíti a vadász dolgát. A vadászkutyák körében is több fajtáról beszélhetünk. (vizslák, szetterek, kopók, griffonok, vérebek, agarak, tacskók, terrierek...stb.)
A vadászat során különböző feladatokra világszerte különböző kutyákat használnak. 
Az egyik felosztás aszerint történik, hogy milyen vadra vadászva használjuk.
- Apróvadas
- Nagyvadas

Illetve a vad elejtésének idejéhez viszonyítva
- Lövés előtti
- Lövés utáni

Vadászati feladatkörök alapján
- Sebzett nagyvadat utánkereső vadászkutyák
- Nagyvadas hajtó kutyák
- Kotorékebek
- Mindenes vizslák

Apróvad vadászata esetén a vizslák (angol és kontinentális fajták) jelzik a vadat (pl. vadmegállással), melyet a vadászkutya vezetője kitaposhat, azaz felrebbenthet, majd elejthet. Tipikusan a vad mozgása (szárnyast röptében vagy nyulat futtában) közben sörétes puskával.

## A kereső és elhozó (apportírozó) vadászkutya feladata
E két feladatra külön fajtákat is tenyésztenek, illetve mindenes fajtákat is. A vadászkutya feladata két fő munkafolyamatra osztható.

### Lövés előtti
Ilyenkor a kutya keres, majd ha megérezte a vad szagát és tudja, hol a forrása, akkor az úgynevezett ráhúzással közelíti meg a vadat, olyan óvatosan, hogy az föl ne reppenjen (nyúl esetében ne mozduljon be). Ha sikerült kellően közel érni a vadhoz akkor stabil állással kell jelezni annak jelenlétét. A vadat csak a kutya vezetője taposhatja ki!

### Lövés utáni
Ha sikeresen megközelítettük a vadat és kitapostuk, akkor esélyünk nyílik elejtenünk azt. Ezután ismét a kutya kerül főszerepbe. Vad keléskor droppolnia kell (hasalni) majd parancsra a lőtt vadért kell mennie. A vad megtalálása után fel kell azt vennie, behozni és a vezetőjének ülve át kell adni.

## Vizsgák vadászkutyák részére
VAV: Vadász Alkalmassági Vizsga (pl. vizslák részére, kotorékebeknek, utánkeresőknek, vaddisznó hajtókutyáknak)
AV: Alap Vizsga
ŐTV: Őszi Tenyész Vizsga
KV: Képességvizsga, Mindenes Vizsla Vizsga, Vizi-Mezei Vizsga

## Ha vadászkutyát akarunk tenyészteni
A vadászkutyát akarunk tenyészteni, és biztosítani akarjuk azt, hogy az utódokban jó vér folyjon akkor elengedhetetlen az, hogy mind a két szülőnek legyenek kiállítási eredményei, tenyészszemlével rendelkezzenek, és munkavizsgájuk is legyen. Ezen felül a rátermettségüket vadászatokon is bizonyítsák. Ha ezek megvannak, és biztosak vagyunk, abban, hogy jó helyre tudjuk eladni az utódokat akkor nyugodt szívvel vághatunk bele a tenyésztésbe!